# Glenea subadelia
Glenea subadelia é uma espécie de escaravelho da família Cerambycidae. Foi descrita por Stephan von Breuning em 1969.  É conhecida a sua existência no Bornéu.